# Ganeśćaturthi

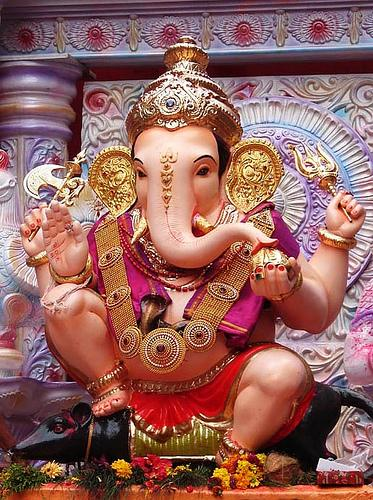
Figurka Ganeśa

Ganeśćaturthi (hindi गणेशचतुर्थी, trl. ganeśacaturthī, ang. Ganesh Chaturthi) – święto hinduistycznego boga o imieniu Ganeśa. Popularne jest zwłaszcza na obszarze dawnego Imperium Marathów w Indiach. Najbardziej znane są widowiskowe festiwale w Bombaju i Goa. Święto to związane jest z narodzinami boga z głową słonia Ganeśa, syna Śiwy i bogini Parwati.
Ganeśćaturthi obchodzone jest na przełomie sierpnia i września, w jasnej połowie miesiąca, w 4. tithi.